# Кинематограф Дании
Кинематограф появился в Дании в конце XIX века. С последней четверти XX века кинопроизводство в Дании переживает подъём, вызванный созданием Датского института кинематографии и программой государственного финансирования.

## Немое кино

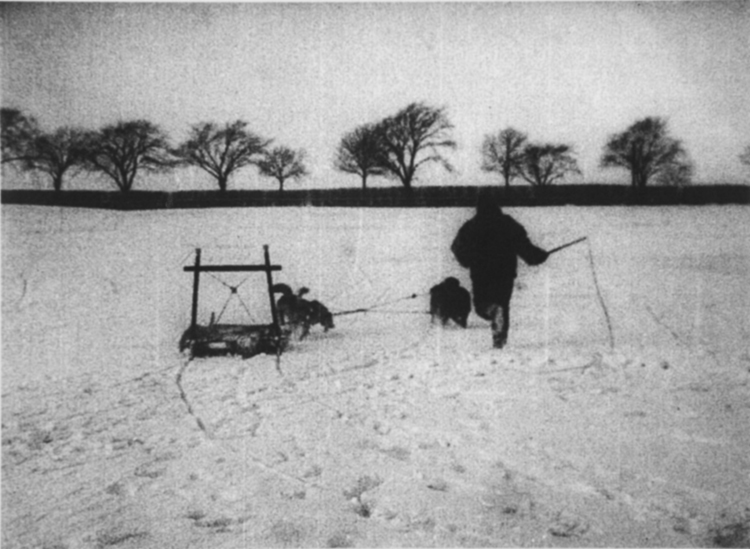
Кадр из первого датского фильма «Езда на гренландских собаках».

В 1896 году Вильгельм Пахт провёл в Копенгагене первые показы фильмов братьев Люмьер. В 1897 году Петер Эльфельт создал первый датский фильм «Езда на гренландских собаках». Длительность этой документальной ленты — меньше минуты. В 1903 году Эльфельт снял и первый датский игровой фильм «Казнь» (Henrettelsen). В течение примерно десяти лет Эльфельт был единственным кинематографистом Дании.
В 1904 году в Копенгагене открылся первый кинотеатр. В 1906 году кинопродюсер Оле Ольсен создал компанию «Nordisk Film». За несколько лет Nordisk Film выросла во вторую по величине кинокомпанию Европы после Pathé. В ней работало около 1700 человек. Nordisk производила комедии, мелодрамы и триллеры, отличавшиеся реалистичностью постановки и яркой актёрской игрой. В 1910 году фильмом «Бездна» дебютировала в кино актриса Аста Нильсен. «Бездна», снятая будущим мужем Нильсен Петером Урбаном Гадом, получила известность благодаря эротическому подтексту главной женской роли. Нильсен продолжила сниматься сначала в Дании, потом в Германии, став одной из первых звёзд европейского кино. С 1911 года директором Nordisk стал режиссёр Август Блом, который снял ряд коммерчески успешных полнометражных картин. Среди них эротическая мелодрама «Соблазны большого города» (Ved Faengslets Port) и фильм-катастрофа «Атлантида» (Atlantis) по роману Гауптмана. Кинопроизводство в Дании пошло на спад с началом Первой мировой войны. Причинами были исчерпание ресурсов Nordisk — компания эксплуатировала стандартные сюжеты, которые приелись публике, и конкуренция со стороны других стран, в частности Германии.

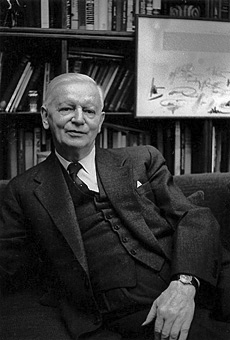
Карл Теодор Дрейер

Двумя крупнейшими режиссёрами эпохи немого кино в Дании были Беньямин Кристенсен и Карл Теодор Дрейер. Кристенсен снял на собственной студии два фильма — «Таинственный X» (Det hemmelighedsfulde X, 1913) и «Ночь мщения»(Hcevnens nat), после чего в поисках средств уехал из страны. Его следующая работа «Ведьмы» была снята уже в Швеции. Дрейер был одним из наиболее значимых кинематографистов своего времени. Его режиссёрский почерк отличали любовь к крупным планам и замкнутым пространствам. Дрейер начинал как сценарист на Nordisk, там же он дебютировал как режиссёр с фильмами «Президент» (Præsidenten, 1919) и «Страницы из книги Сатаны» (Blade af Satans bog, 1921). Позже Дрейер переехал во Францию, где снял свой самый известный фильм, новаторскую историческую драму «Страсти Жанны д’Арк».
Историк кино Жорж Садуль отмечал, что вышедший в 1917 году фильм Августа Сандберга «Клоун», в котором свою последнюю роль сыграл знаменитый датский актёр Вальдемар Псиландер, имел значительный коммерческий успех, а Сандберг выдвинулся в ряды постановщиков с мировым именем

## 1930-е и 1940-е
Пионером звукового кино был Георг Шневойт. Его фильм «Эскимос» (1930) прошёл незамеченным, а следующей ленте «Пастор из Вейльбю» уже сопутствовал успех. В 1930-х производство фильмов в Дании сокращалось в связи с экспансией Голливуда.
В период немецкой оккупации в Данию в большом количестве импортировалось кино из Германии и нейтральной Швеции. В собственном кинопроизводстве преобладали лёгкие жанры — комедии и фарсы. На их фоне выделялись картины «Заблудшая» Лау Лауритцена-младшего и Бодиль Ипсен и историческая драма об охоте на ведьм вернувшегося в Данию Дрейера «День гнева».
В послевоенные годы тема оккупации оставалась одной из главных в национальном кинематографе, ей были посвящены многие фильмы. Наиболее известным из них стала ещё одна картина Лауритцена и Ипсен — «Красные луга», получившая в 1946 году Гран-при (на то время главную премию) Каннского кинофестиваля. Послевоенные годы стали и периодом подъёма реализма. Одной из его вершин стал фильм «Дитте — дитя человеческое», снятый Бьярне и Астрид Хеннинг-Енсен по роману датского классика коммуниста Мартина Андерсена-Нексё.

## 1950-е и 1960-е
В 1949 году закон ввёл налоговые льготы для производителей фильмов с образовательной составляющей. Одним из результатов этого стало сокращение остросоциальных фильмов. Через год по примеру Швеции в Дании была введена государственная поддержка национального кинематографа: кроме субсидий для фильмов, «пропагандирующих общественно-полезные ценности» был введён возврат 25 % уплаченного налога на зрелища. Считается, что эти меры помогли развитию скандинавского кинематографа. В то же время художественная ценность большинства фильмов 1950-х была невысокой, хотя новый фильм долго молчавшего Дрейера «Слово» всё же получил главный приз Венецианского кинофестиваля 1955 года.
В 1960-х годах на датский кинематограф большое влияние оказала французская новая волна. Среди характерных кинокартин того периода «Уик-энд» Петера Кьерульфа Шмидта, «Дилемма» и «Голод» Хеннинга Карлсена, «Совершенный человек» Йоргена Лета.

## 1970-е и 1980-е: создание Института датского кино

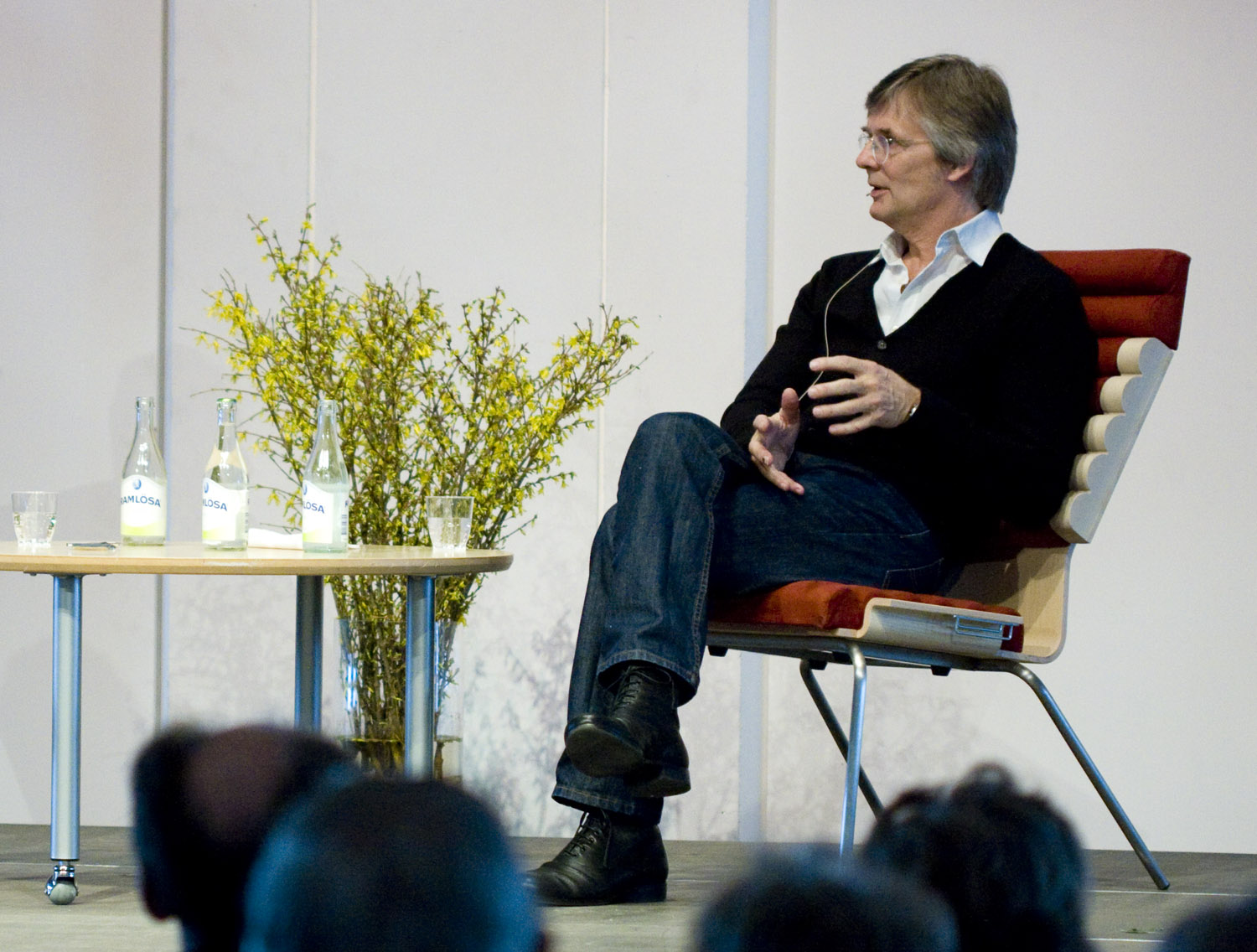
Билле Аугуст

В 1972 году был принят закон о поддержке национального кинематографа, одним из нововведений которого стало учреждение Датского института кино (Det Danske Filminstitut, DFI). Функцией DFI является принятие решений о государственных субсидиях на съёмки фильмов. Для оценки каждого предлагаемого фильма DFI назначает консультантов-«экспертов» (литераторов, драматургов и т. д.), мнение которых является решающим. Консультант контролирует съёмки фильма — и решение о выделении субсидий или их прекращении (что тоже бывает) основывается на его оценке. Эта схема много критиковалась за сосредоточение слишком больших полномочий в одних руках, но в соответствии с другими мнениями, она была полезна для развития некоммерческого кинематографа.
Некоторые фильмы, получившие субсидии, были прохладно приняты критиками и публикой. Среди успешных фильмов — экранизация классического романа Оге Тома Кристенсена «Разрушение» 1977 года, самая дорогая на тот момент кинокартина в истории страны, и «Рождённый зимой» 1988 года Астрид Хеннинг-Енсен, за который режиссёр получила приз «Серебряный медведь» Берлинского кинофестиваля. В 1978 году фильмом «Медовый месяц» дебютировал Билле Аугуст.
В 1982 году в закон были внесены поправки, нацеленные на развитие кино для молодёжи: не менее четверти средств должны были направляться на фильмы для подростковой аудитории. Вехой для датского подросткового кино считается фильм Лассе Нильсена «Оставьте нас одних». Нильсен, в прошлом педагог, снял тяжёлый фильм о проблемах молодёжи, в значительной степени основанный на импровизации актёров. Ещё одной значимой картиной стал фильм Аугуста «Заппа» (1983).
В 1980-х датское кино совершило прорыв на мировые экраны: два года подряд «Оскар» за лучший фильм на иностранном языке получали датские кинорежиссёры. «Оскар» за 1987 год получил «Пир Бабетты» Габриэля Акселя, а в следующем году лауреатом стал «Пелле-завоеватель» Аугуста.

## 1990-е и 2000-е

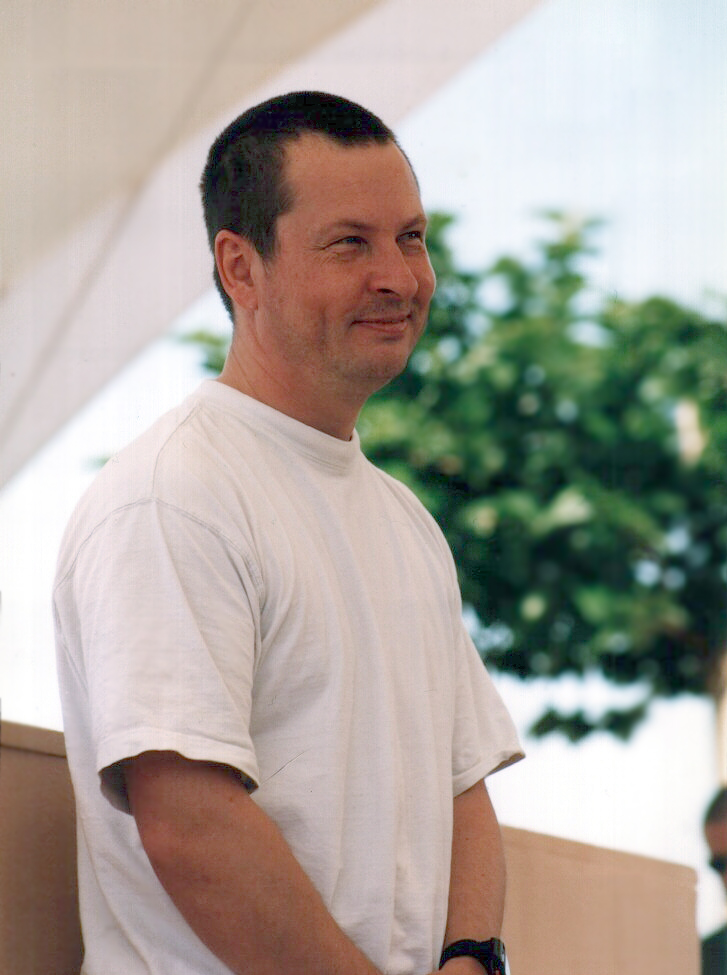
Ларс фон Триер

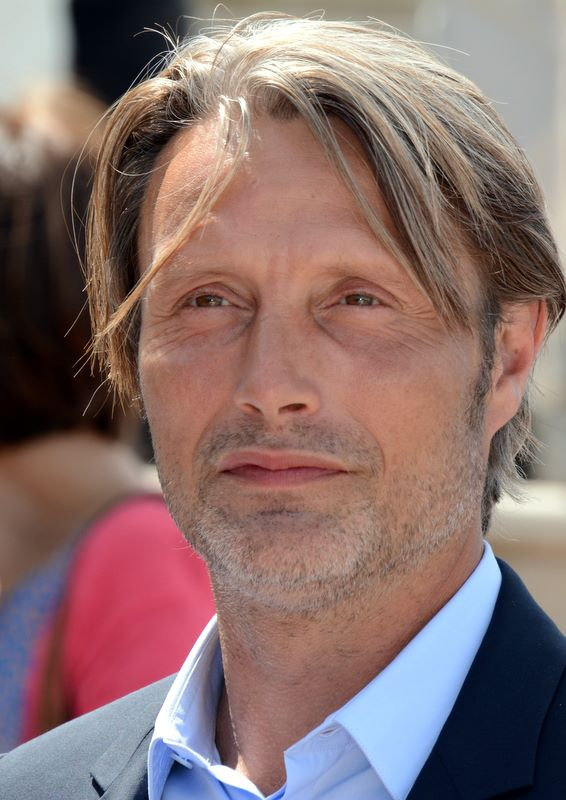
Мадс Миккельсен на 66-м Каннском кинофестивале (май 2013 года)

Известность получил манифест четырёх датских режиссёров «Догма 95». Его озвучил на конференции в Париже в марте 1995 года Ларс фон Триер. Авторы манифеста противопоставляли процессу глобализации малобюджетное кино, при работе над которым режиссёр накладывает на себя ряд ограничений (эти ограничения, сведённые в десять пунктов, были приложены к манифесту в виде «обета целомудрия»). Первыми фильмами, официально признанными снятыми по правилам «Догмы 95», были «Торжество» Томаса Винтерберга и «Идиоты» фон Триера (оба — 1998). Другими подписантами манифеста были Кристиан Левринг и Сёрен Краг-Якобсен.
Фон Триер дебютировал в 1984 году фильмом «Элемент преступления». Его фильмы 1990-х и 2000-х «Европа», «Рассекая волны», «Танцующая в темноте» и «Догвилль» были показаны на крупнейших мировых фестивалях и получили множество наград.
В 1996 году режиссёр Румле Хаммерих был назначен на пост руководителя департамента художественных программ национальной телевещательной корпорации Danmarks Radio. Хаммерих модернизировал департамент, заложив основу для конвейера по производству успешных телевизионных сериалов, среди которых «Такси» (Taxa, 1997-99), «Подразделение 1» (Rejseholdet, 2000-03), «Орёл» (Ørnen, 2004-06).
Режиссёр Сюзанна Бир работала в кинематографе с конца 1980-х. Её комедия 1999 года «Один единственный» (Den Eneste Ene) стала одним из самых успешных в прокате датских фильмов последнего времени. Её сотрудничество со сценаристом Андерсом Томасом Йенсеном принесло номинацию на «Оскар» за лучший иностранный фильм за «После свадьбы» (2006) и «Оскар» за «Месть» (2010).
Первый полнометражный фильм Кристоффера Боэ «Реконструкция» на Каннском кинофестивале получил премию «Золотая камера». Режиссёр Николас Виндинг Рефн, родившийся в Дании и живущий в США, получил известность благодаря трилогии фильмов «Дилер» (первый фильм вышел в 1996 году), а в 2011 году получил приз Каннского фестиваля за лучшую режиссуру за картину «Драйв». Одним из лучших европейских актёров начала XXI века считается Мадс Миккельсен, удостоившийся за роль мягкого воспитателя детского сада Лукаса в психологической драме Томаса Винтерберга «Охота» приза за лучшую мужскую роль 65-го Каннского кинофестиваля.